# 20338 Elainepappas
A 20338 Elainepappas (ideiglenes jelöléssel 1998 HA86) a Naprendszer kisbolygóövében található aszteroida. A LINEAR projekt keretében fedezték fel 1998. április 21-én.